# Colima (État)

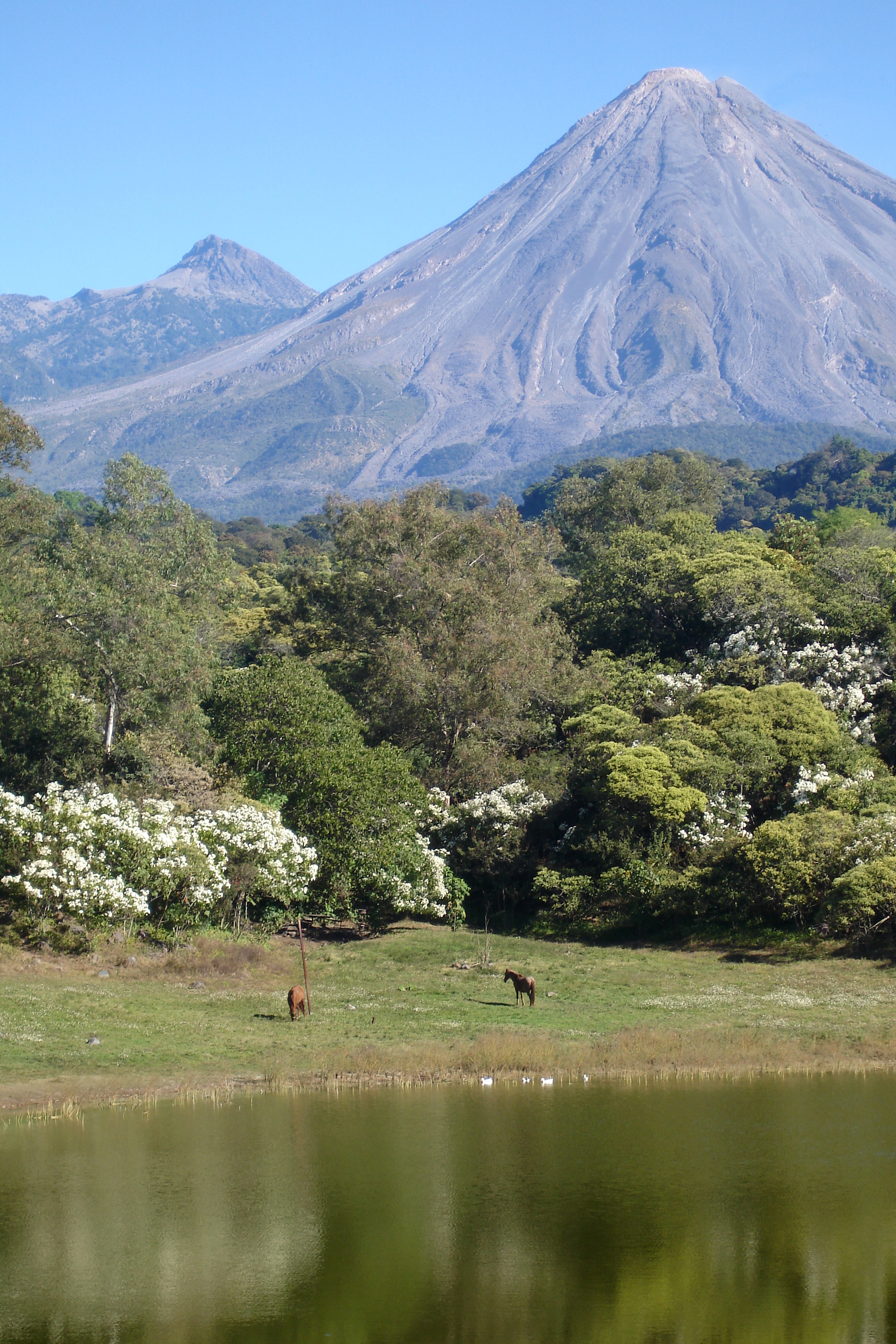
Vue sur les volcans depuis le lac Carrizalillos

Pour les articles homonymes, voir Colima (homonymie).
 (juillet 2017).
Si vous disposez d'ouvrages ou d'articles de référence ou si vous connaissez des sites web de qualité traitant du thème abordé ici, merci de compléter l'article en donnant les références utiles à sa vérifiabilité et en les liant à la section « Notes et références ».
Le Colima (prononcé en espagnol : /ko'lima/), officiellement l'État libre et souverain de Colima (Estado Libre y Soberano de Colima /esˈtado ˈliβɾe i soβeˈɾano de koˈlima/), est un État du Mexique situé sur la côte pacifique.

## Géographie

### Situation
Situé au sud-ouest du pays et bordé par les États de Jalisco et de Michoacán, Colima occupe une superficie de 5 433 km2. Il est composé de dix municipalités dont la capitale Colima.
Colima jouit d'une géographie particulière puisque se trouve au nord de l'État un volcan, le Volcán de Colima qui culmine à 3 850 m, ce même volcan se trouve à cheval entre la frontière de Jalisco et de Colima, il n'est d'ailleurs pas rare de voir des neiges à son sommet durant les mois de janvier et février. L'ouest et le nord sont montagneux. La ville de Manzanillo possède une baie comparable à celle d'Acapulco ou Puerto Vallarta.

### Climat
Le climat de l'État de Colima peut être varié, cependant c'est un climat humide qui prédomine. Dans le nord de l'État (la capitale Colima) c'est le climat sub-humide et chaud qui prédomine tandis que sur les côtes à Manzanillo le climat est chaud et humide toute l'année. La température moyenne annuelle de l'État est de 28 °C. L'État est souvent balayé sur ses côtes par des tempêtes tropicales notamment pendant les mois de juin, juillet et août, c'est pendant ces mois que les précipitations sont les plus élevées, alors que les mois de décembre, janvier, février et mars sont les mois les moins pluvieux dans l'État de Colima.

## Histoire
L'État de Colima est le berceau de deux cultures mésoaméricaines qui ont prospéré à des époques différentes dans la région occidentale du Mexique. La culture de Capacha (environ 1500 av. J.-C. à 1000 av. J.-C.) correspond à une phase préclassique dans la région de Colima et d'autres zones proches. Elle est surtout connue pour ses poteries, mais elle est aussi marquée par des pratiques agricoles et des établissements villageois. La culture de Colima (environ 300 av. J.-C. à 900 apr. J.-C.) est surtout connue pour ses figures humaines et animales en céramique et ses tombes élaborées. Cette dernière se trouve principalement dans l'État actuel de Colima et ses environs sur la côte pacifique constituant le complexe céramique Capacha.
La première ville de l'État à être fondée par les européens est celle de Colima le 25 juillet 1523 par Gonzalo de Sandoval.
Le 21 janvier 2002 à 20 h 06 (02 h 06 GMT) un tremblement de terre de 7,6 sur l'échelle de Richter frappe l'État. Les secousses sont ressenties à 400 kilomètres de l'épicentre, comme à Mexico.
Depuis le début des années 2010, l'État est l'objet d'une lutte de deux puissants cartels de la drogue pour le contrôle du plus grand port mexicain en tonnage (Manzanillo), ce qui engendre de nombreux morts.

## Politique et administration

### Politique nationale
L'État est représenté au par trois membres au Sénat et vingt-cinq à la Chambre des députés.

### Politique locale
- Le pouvoir exécutif appartient au gouverneur du Colima, élu directement par les citoyens pour une durée de six ans non renouvelables, qui dirige le gouvernement. La fonction est occupée depuis le 11 février 2016 par José Ignacio Peralta, membre du Parti révolutionnaire institutionnel.
- Le pouvoir législatif appartient au Congrès de L'État de Colima, chambre unique qui comprend 25 députés.[réf. nécessaire]
- Le pouvoir judiciaire est dirigé par le Tribunal suprême de justice de Colima.

## Éducation
L'État de Colima possède une université publique créé le 16 septembre 1940, jour de la date anniversaire du début du processus qui mena à l'indépendance du Mexique. Son siège se trouve à Colima, Av. Universidad 333. Son objectif est de répondre à la nécessité éducative des États de Colima, de Jalisco, et de Michoacán. Elle se positionne parmi les meilleures universités du pays, elle est notamment connue pour sa faculté de droit.[Information douteuse]